# Hrusziwci
Hrusziwci (ukr. Грушівці) – wieś na Ukrainie, w obwodzie czerniowieckim, w rejonie dniestrzańskim, w hromadzie Kelmieńce. W 2021 liczyła 998 mieszkańców, spośród których 996 wskazało jako ojczysty język ukraiński.